# Agnete Friis
Agnete Friis (* 1920; † 4. Februar 2013; verheiratete Agnete Varn) war eine dänische Badmintonspielerin.

## Karriere
Agnete Friis gewann 1941 ihren ersten Titel bei den dänischen Einzelmeisterschaften, worauf ein weiterer Einzeltitel und neun Doppeltitel folgten.  Sie stand 1953 in allen drei Damendisziplinen im Finale der All England, gewann jedoch keines dieser Endspiele. Erfolgreicher war sie bei den German Open, den Norwegian International, den Denmark Open und den Dutch Open, wo sie die Finalbegegnungen siegreich gestalten konnte.

## Sportliche Erfolge
| Saison    | Veranstaltung                               | Disziplin   | Platz | Name                                                    |
| --------- | ------------------------------------------- | ----------- | ----- | ------------------------------------------------------- |
| 1940/1941 | Dänemark: Einzelmeisterschaften             | Dameneinzel | 1     | Agnete Friis, Odense BK                                 |
| 1940/1941 | Dänemark: Einzelmeisterschaften             | Damendoppel | 1     | Agnete Friis, Odense BK / Jytte Thayssen, Skovshoved IF |
| 1942/1943 | Dänemark: Einzelmeisterschaften             | Damendoppel | 1     | Agnete Friis, Odense BK / Tonny Olsen, Gentofte BK      |
| 1943/1944 | Dänemark: Einzelmeisterschaften             | Dameneinzel | 1     | Agnete Friis, Amager BC                                 |
| 1945/1946 | Dänemark: Einzelmeisterschaften             | Damendoppel | 1     | Agnete Friis / Tonny Olsen, Gentofte BK                 |
| 1946/1947 | Dänemark: Einzelmeisterschaften             | Damendoppel | 1     | Agnete Friis / Tonny Ahm, Gentofte BK                   |
| 1947/1948 | Dänemark: Einzelmeisterschaften             | Damendoppel | 1     | Agnete Friis / Tonny Ahm, Gentofte BK                   |
| 1949/1950 | Dänemark: Einzelmeisterschaften             | Damendoppel | 1     | Agnete Friis / Birgit Rostgaard Frøhne, Gentofte BK     |
| 1952/1953 | Dänemark: Einzelmeisterschaften             | Damendoppel | 1     | Agnete Friis / Birgit Schultz-Pedersen, Gentofte BK     |
| 1953      | All England                                 | Dameneinzel | 2     | Agnete Friis                                            |
| 1953      | All England                                 | Mixed       | 2     | Poul Holm / Agnete Friis                                |
| 1953      | All England                                 | Damendoppel | 2     | Agnete Friis / Marie Ussing                             |
| 1953      | Denmark Open                                | Mixed       | 1     | Eddy Choong / Agnete Friis                              |
| 1953/1954 | Dänemark: Einzelmeisterschaften             | Damendoppel | 1     | Agnete Friis / Gitte Schultz-Pedersen, Gentofte BK      |
| 1956      | Niederlande: Internationale Meisterschaften | Dameneinzel | 1     | Agnete Friis                                            |
| 1956/1957 | Deutschland: Internationale Meisterschaften | Damendoppel | 1     | Agnete Friis / Hanne Jensen                             |
| 1956/1957 | Deutschland: Internationale Meisterschaften | Mixed       | 1     | Erland Kops / Agnete Friis                              |
| 1957/1958 | Dänemark: Einzelmeisterschaften             | Damendoppel | 1     | Agnete Friis / Birte Kristiansen, Gentofte BK           |
| 1958/1959 | Deutschland: Internationale Meisterschaften | Dameneinzel | 2     | Agnete Friis                                            |
| 1958/1959 | Deutschland: Internationale Meisterschaften | Damendoppel | 1     | Agnete Friis / Aase Schiøtt Jacobsen                    |
| 1958/1959 | Deutschland: Internationale Meisterschaften | Mixed       | 1     | Poul-Erik Nielsen / Agnete Friis                        |
| 1959      | Norwegian International                     | Damendoppel | 1     | Hanne Anderson / Agnete Friis                           |
| 1959/1960 | Deutschland: Internationale Meisterschaften | Damendoppel | 1     | Agnete Friis / Inger Kjærgaard                          |